# Stazione di Apricena
La stazione di Apricena è una stazione ferroviaria posta sulla linea Adriatica. Serve il centro abitato di Apricena.